# トゥルダクン・ウスバリエフ

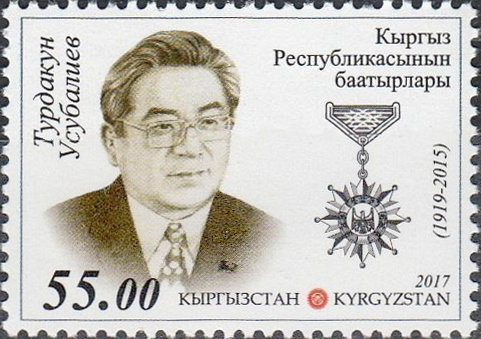
トゥルダクン・ウスバリエフ

トゥルダクン・ウスバリエフ（1919年11月6日 - 2015年9月7日）は、キルギスタンの政治家。

## 略歴
- 1938年 - 1941年 - コチコルカ村の教師、教務主任
- 1941年 - 1945年 - キルギス共産党地区課副主任、中央委員会教官
- 1945年 - 1955年 - ソ連共産党中央委員会教官
- 1955年 - 1956年 - 「ソヴェトチク・キルギスタン」紙編集員
- 1956年 - 1958年 - キルギス共産党中央委員会課主任
- 1958年 - 1961年 - キルギス共産党フルンゼ市委員会第一書記

1961年5月9日から1985年11月2日まで、キルギス共産党中央委員会第一書記。
キルギスタン共和国ジョゴルク・ケネシュ (キルギス議会) 人民代表院代議員、代議員権限・倫理・社会団体・マスコミ関係委員会委員長。
1961年 - 1986年、ソ連共産党中央委員会委員。第6期～第11期ソ連最高会議代議員。

## パーソナル
ナルイン州コチコルカ村出身。1941年、キルギス教員大学、1945年、全連邦共産党（ボリシェヴィキ党）附属高等党学校、1965年、V.I.レーニン名称モスクワ教育大学（通信教育）を卒業。
レーニン勲章3個、十月革命勲章、労働赤旗勲章、友好勲章、一等マナス勲章を受章。